# 平梁镇 (汉阴县)
平梁镇，是中华人民共和国陕西省安康市汉阴县下辖的一个乡镇级行政单位。
2015年，陕西省民政厅批复同意撤销酒店镇，并入平梁镇。

## 行政区划
平梁镇下辖以下地区：
棉丰村、新河村、长坝村、友爱村、清河村、安合村、高梁铺村、义河村、蔡家河村、界牌村、五爱村、登天村、石门寺村、中河村、太行村、沐浴村、西岭村、兴隆村、二郎村、天星村、酒店村、沙河村、新四村、柏杨村和蒿坪村。